# Mab'ath

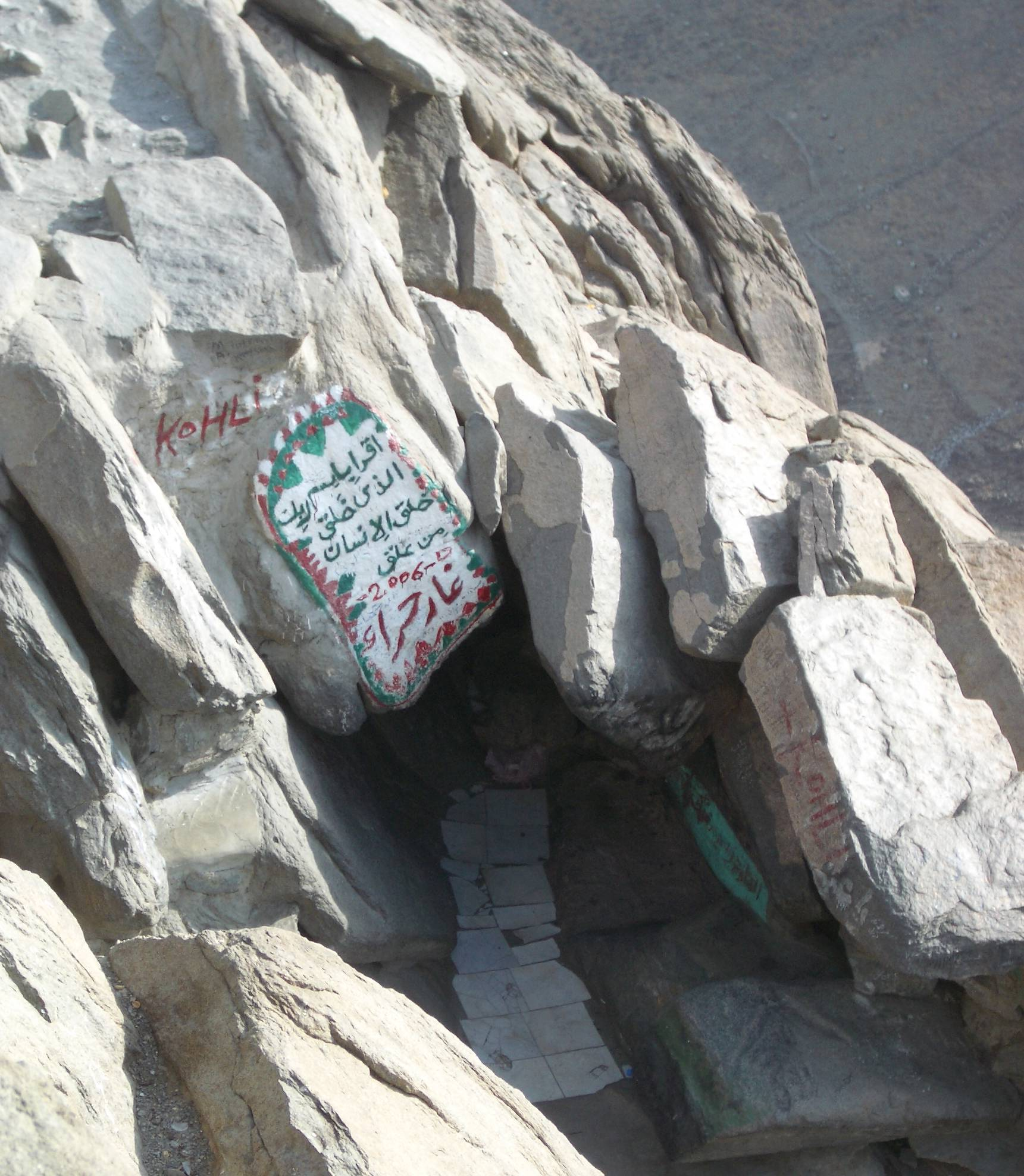
Grottan Hira i Mecka.

Mab'ath (arabiska: المبعث), även känt som bi'tha (arabiska: البِعثَة), syftar på dagen då den islamiske profeten Muhammed utsågs till profet och de första koranverserna uppenbarades. Mab'ath började med den gudomliga uppmaningen om att "läsa" (se Koranen 96:1). Vid denna händelse var profeten 40 år gammal, och då han befann sig i grottan Hira för att meditera och reflektera kom ärkeängeln Gabriel och gav honom de goda nyheterna om att Gud hade utsett honom att bli den sista profeten.
Den 27 rajab firas mab'ath inom den islamska världen och man kallar dagen för eid al-mab'ath.
Enligt sunniislam svarade Muhammed tre gånger att han inte kunde läsa när Gabriel sa åt honom att läsa. Men efter att Gabriel hade kramat om honom hårt lyckades profeten repetera de fem första verserna som uppenbarades för honom. Därefter gick han hem i ett chocktillstånd och berättade för sin fru Khadija om vad som hade hänt. Enligt shiaislam var profeten långt ifrån överraskad eller rädd då Gabriel kom, och välkomnade ängeln som om han hade väntat på honom. Profeten hade inte heller några svårigheter med att repetera verserna från den första uppenbarelsen.